# チャールズ・ヒューム (第6代ヒューム伯爵)
第6代ヒューム伯爵チャールズ・ヒューム（英語: Charles Home, 6th Earl of Home、1706年8月20日没）は、スコットランド貴族。

## 生涯
第3代ヒューム伯爵ジェームズ・ヒュームとジーン・ダグラス（Jean Douglas、第7代モートン伯爵ウィリアム・ダグラスの娘）の息子として生まれた。
1680年頃、アン・パーヴス（Anne Purves、初代準男爵サー・ウィリアム・パーヴスの娘）と結婚、3男3女をもうけた。
- アレクサンダー（1720年没） - 第7代ヒューム伯爵
- ジェームズ（1764年12月6日没） - 1715年ジャコバイト蜂起を支持した。ジャネット・ヘイグ（Janet Haig、1699年3月15日 – 1777年10月21日）と結婚、2女をもうけた
- ジョージ（1777年9月20日没） - 子供あり
- ジーン - 1703年4月、パトリック・ヒューム（Patrick Home、1664年11月11日 – 1709年11月25日、初代マーチモント伯爵パトリック・ヒュームの息子）と結婚
- マージョリー（Marjory、1686年5月9日没）
- マーガレット - 1735年、アレクサンダー・ボスウェル（Alexander Bothwell）と結婚

1681年、ベリックシャー選挙区でスコットランド議会議員に選出されたが、後に当選が無効とされた。
1687年に兄ジェームズが死去すると、ヒューム伯爵の爵位を継承した。
スコットランド王国とイングランド王国の合同が討議されたとき、その反対運動に参加した。
1706年8月20日に死去、長男アレクサンダーが爵位を継承した。